# Santuario della Beata Vergine delle Grazie (Leini)
Il Santuario della Beata Vergine delle Grazie è un edificio religioso e luogo di culto cattolico di Leini, in provincia di Torino. 

## Storia
La sua costruzione risale al 1630, durante l'epidemia di peste che interessò tutto il Nord Italia. La tradizione locale tramanda che proprio nel pieno dell'epidemia, avvenne l'apparizione della Madonna al leinicese Regina, abitante del luogo, che era sordo e muto. L'evento miracoloso guarì il leinicese ridonandogli la parola e l'udito. Gli abitanti del luogo, per ringraziamento, costruirono il Santuario. Il Comune di Leini partecipò alla costruzione donando il terreno. L'erezione del luogo sacro fu celere, tanto che due anni dopo dall'inizio dei lavori, nel 1632, il Santuario era già aperto al culto.
Dal ritrovamento di un documento del maggio 1691, nell'Archivio Storico Diocesano di Torino, si apprende che il Santuario nasce come Romitorio, ovvero un luogo di pellegrinaggio, custodito da un eremita che viveva accanto al luogo sacro in un piccolo alloggio. Nella mappa del catasto francese del 1805, quelle che oggi sono le due navate laterali, all'epoca erano censite come "abitazioni" per i pellegrini che giungevano nel luogo sacro.
Nel 1754 il teologo Domenico Maffei era il sacerdote/eremita che aveva in carico la cura del santuario. Don Maffei, durante la sua permanenza, donerà, a sue spese, l'antico altare maggiore in marmo e farà costruire, sempre a sue spese, la sacrestia. Il teologo è ricordato ancora oggi con una lapide marmorea all'interno del santuario. Nel 1844 inizieranno i lavori di costruzione del campanile terminato nel 1845. Verrà organizzata una sottoscrizione cittadina per raccogliere i fondi necessari per erigerlo. Di particolare stile architettonico è la cuspide a forma di cipolla, un elemento unico che non si ritrova nei campanili della zona.
Per festeggiare i duecentocinquant'anni dell'apparizione della Madonna avvenuta nel 1630, nel 1880 si provvede ad affrescare la volta della navata centrale. Il pittore Giovanni Lauro di Montanaro decorò i lati della volta, mentre Rodolfo Morgari provvide all'affresco del medaglione centrale con la raffigurazione della Madonna circondata da due angeli. Rodolfo Morgari, artista importante per il suo tempo, lavorò nel 1888 anche a Roma nel palazzo del Quirinale, affrescando la volta della Seconda Sala Rossa dei Parati (Sala delle Fabbriche Paolo V) in stile Luigi XV.
Prezioso è l'antico organo a canne, costruito nel 1844 dall'organaro Luigi Aloisio. Completamente restaurato negli anni '90, lo strumento viene suonato ancora oggi in alcuni momenti dell'anno.
Di notevole importanza è la Galleria degli ex voto che contiene circa 800 quadretti donati dagli abitanti, e non solo, nel corso dei secoli. Il locale è stato aggiunto nel 1986. Prima di questa data i quadretti erano esposti sulle pareti della navata centrale del Santuario. L'Associazione Culturale "La Barbacana" di Leinì, associazione che si occupa di studi e ricerche di storia locale, ha redatto un libro nel 2018 che narra la storia degli ex voto custoditi nella galleria. Sempre nella galleria, appena entrati, è stata allestita nel 2020 una particolare esposizione permanente di antichi oggetti sacri appartenuti al Santuario e ora non più adoperati.
Degna di nota è la grande pala d'altare dietro all'altare maggiore. L'opera risale al 1634 commissionata da un abitante benestante del luogo: Domenico Giacob. La pala rappresenta il mondo divino verso l'alto con la Vergine che tiene in braccio Gesù Bambino e alcuni angeli di contorno. Subito sotto sono raffigurati San Grato Vescovo, San Rocco, Santa Margherita e san Domenico di Guzman. Quest'ultimo è stato voluto dal committente in onore al suo nome. Nel centro della Pala è rappresentato il villaggio di Leini com'era all'epoca dell'Apparizione nel 1630. L'opera d'arte è stata completamente restaurata nel 2000, riportando alla luce le nudità degli angioletti ricoperte nel 1800. L'autore della pala è ignoto. 
È presente all'interno del Santuario una grande statua lignea composta che rappresenta la Madonna delle Grazie in piedi, mentre sorregge sul braccio sinistro Gesù Bambino. Alla destra della Madonna è inginocchiato il Regina, l'uomo leinicese miracolato durante l'Apparizione del 1630. La statua viene portata in processione per le vie del paese ogni 15 agosto durante i festeggiamenti religiosi dell'Assunta. Questa tradizione ha avuto inizio il 15 agosto 1930, anno nel quale cadeva il terzo centenario dell'evento miracoloso. La statua è stata donata al Santuario il 26 marzo 1894 dalla signora Giulia Fanicetti vedova Guigo. Il nome compare sul retro del basamento del complesso statuario.
Accanto alla chiesa sorse un Monastero di clausura con Monache Carmelitane Scalze, che ora è trasformato nella scuola elementare "Anna Frank". La costruzione del Monastero incominciò nel 1951 entrando in funzione nel 1953. Rimase edificio religioso fino al 1973 per poi essere convertito in sede scolastica.
Il santuario è di proprietà comunale ed è amministrato da un comitato di cinque persone. Il 1º giugno di ogni anno si festeggia l'apparizione avvenuta il 1º giugno 1630, mentre il 15 agosto si celebra la festività dell'Assunzione della Vergine, che culmina nella processione serale per le vie del paese. La giornata di festa è organizzata dai priori, che hanno un incarico della durata di un anno, nel quale devono provvedere, oltre all'organizzazione delle feste religiose, anche alla cura del luogo durante tutto il loro periodo di permanenza.

## Galleria d'immagini

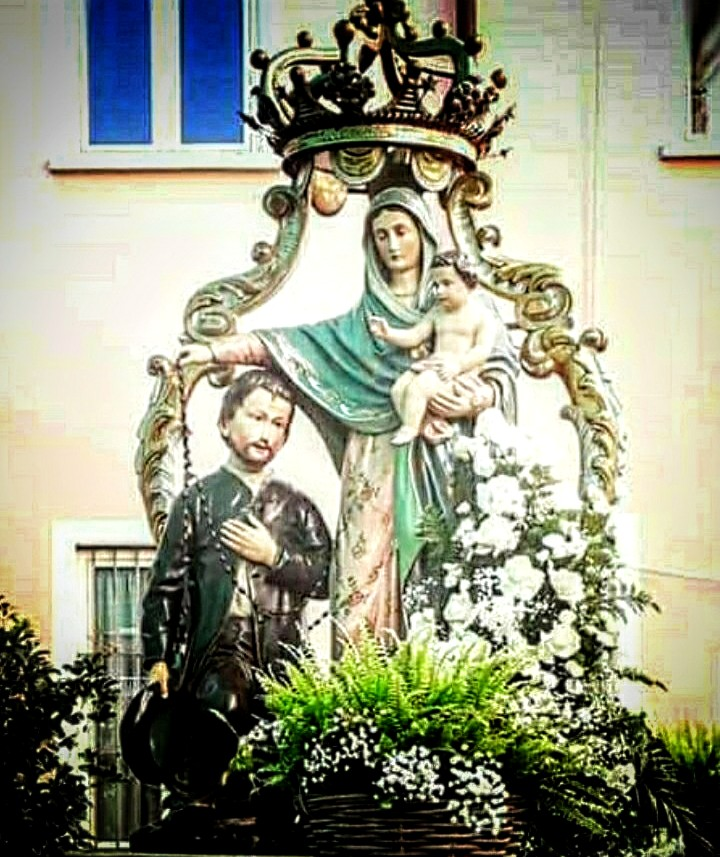
La statua del 1894 della Vergine delle Grazie
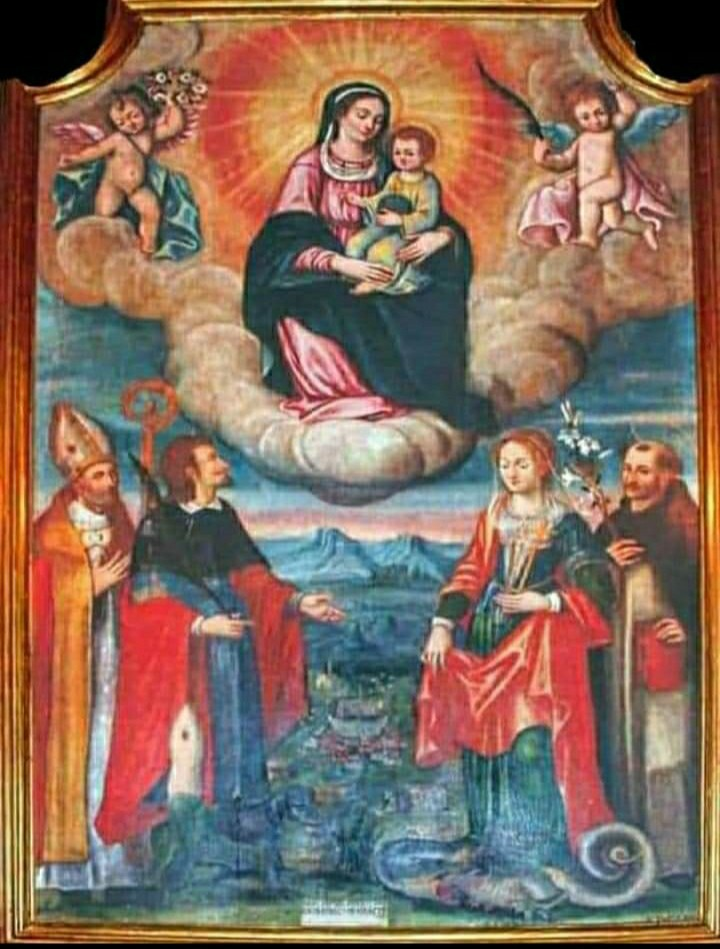
La pala d'altare del 1634
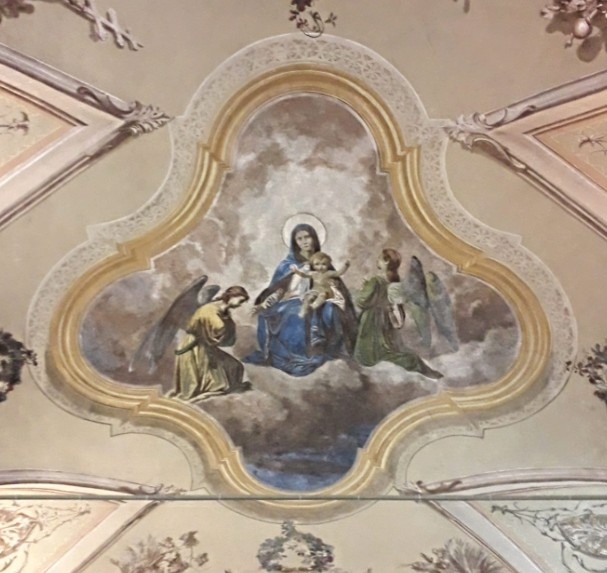
Medaglione nella navata centrale della volta dipinto da Rodolfo Morgari nel 1880
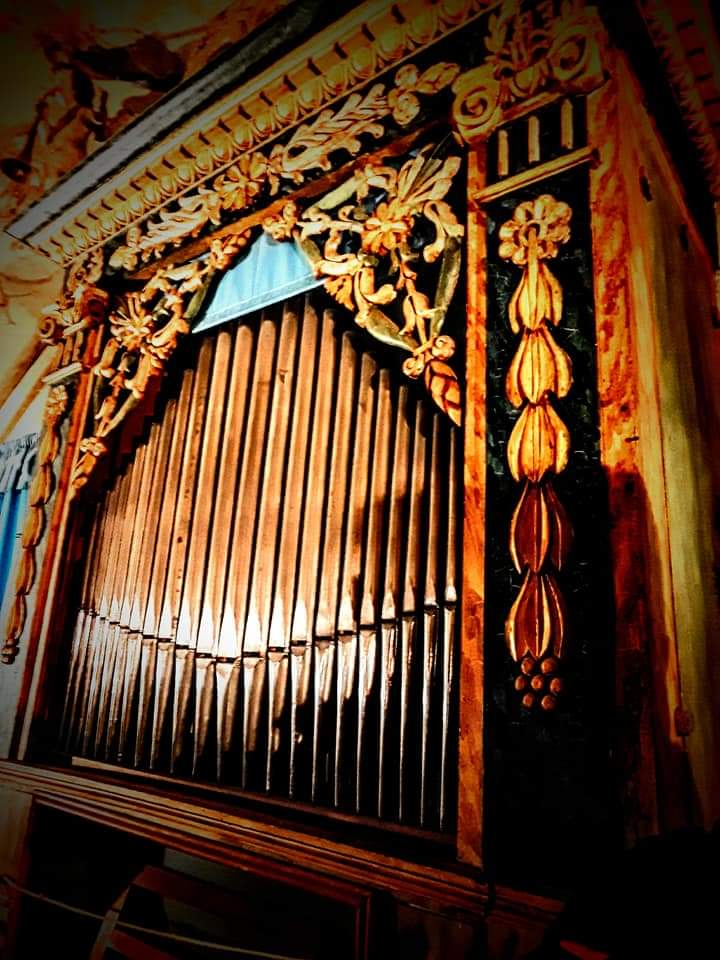
Organo a canne del 1844 di Luigi Aloisio
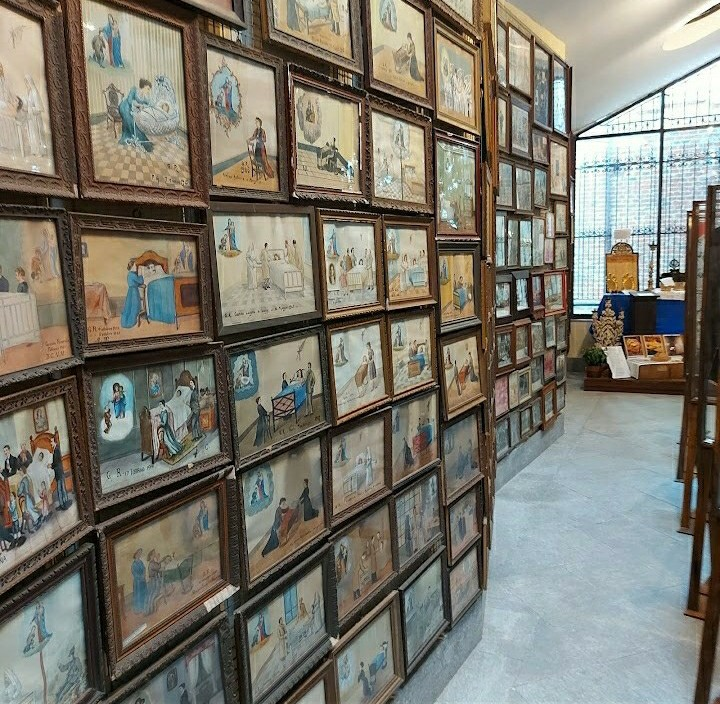
Galleria degli ex-voto
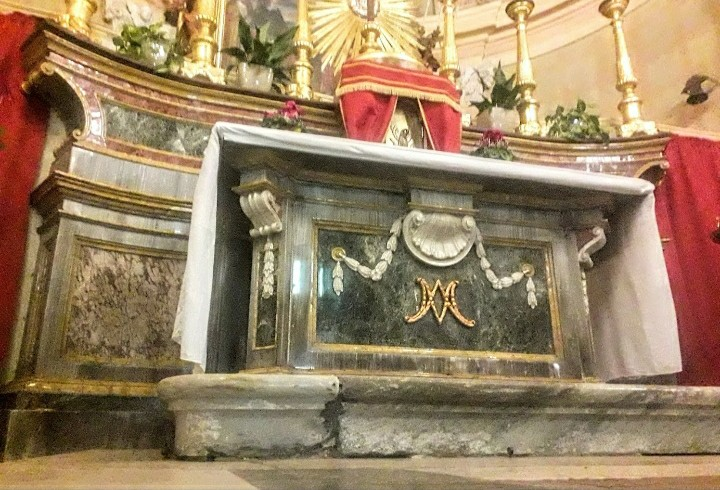
Altare maggiore del 1754
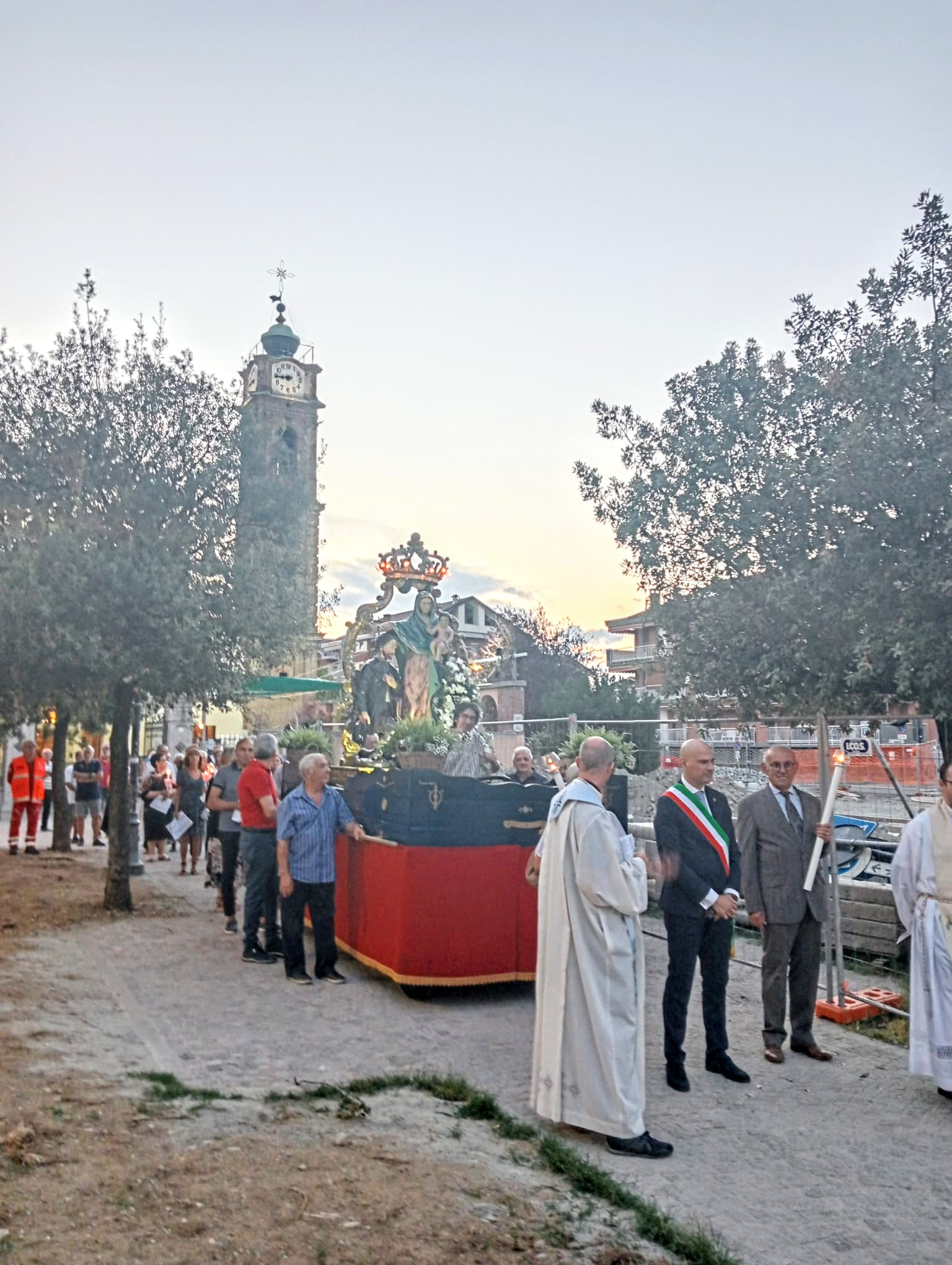
Processione serale del 15 agosto per le vie del paese